# Leptacis fuscalata
Leptacis fuscalata (лат.) — вид платигастроидных наездников из семейства Platygastridae. Океания: Новая Зеландия.

## Описание
Мелкие перепончатокрылые насекомые (длина около 1 мм). Основная окраска буровато-чёрная. Гиперокципитальный киль отсутствует; у самки сегмент А9 равный в длину и ширину; краевые щетинки переднего крыла равны 0,3 ширины крыла; щитковой шип вдвое короче проподеума; метасома самки в 1,15 раза больше остальной части тела. Черный, кроме: сегменты усика А2 — А10 чуть светлее; сегмент A1, мандибулы, все тазики и задние конечности темно-коричневые, передние и средние — светло-коричневые. Усики 10-члениковые. Вид был впервые описан в 2011 году датским энтомологом Петером Булем (Peter Neerup Buhl, Дания) по материалам из Новой Зеландии.